# Tragocephala crassicornis
Tragocephala crassicornis là một loài bọ cánh cứng trong họ Cerambycidae.